# Малые Бережцы
Малые Бережцы (укр. Малі Бережці) — село в Кременецкой городской общине Кременецкого района Тернопольской области Украины.
Код КОАТУУ — 6123481402. Население по переписи 2001 года составляло 396 человек.

## Географическое положение
Село Малые Бережцы находится на левом берегу реки Иква,
выше по течению примыкает село Великие Бережцы,
ниже по течению на расстоянии в 1 км расположено село Иква.
К селу примыкает лесной массив (сосна).

## История
- 1539 год — дата основания.